# Konstruktionsmechaniker
Konstruktionsmechaniker ist die Bezeichnung eines nach dem Berufsbildungsgesetz staatlich anerkannten Ausbildungsberufs.
Die Berufsbezeichnung wurde erstmals mit der Verordnung über die Berufsausbildung in den industriellen Metallberufen vom 15. Januar 1987 eingeführt. Mehrere Vorläufer aus der Sparte der Schlosserberufe sind dabei zusammengefasst worden, darunter der Bauschlosser. Änderungen erfolgten mit Verordnungen vom 10. Juni 1996 und vom 9. Juli 2003, bei denen das Berufsbild noch einmal neu definiert wurde.
Konstruktionsmechaniker ist seit der Neuordnung dieses Berufsbildes zum 1. August 2004 ein Monoberuf; vor der Änderung waren noch Fachrichtungen möglich. Diese wurden bis dato auch im Prüfungszeugnis bzw. Gesellenbrief aufgeführt. Durch die Abänderung in einen Monoberuf ist eine Differenzierung in einen bestimmten Fachbereich nicht mehr möglich.

## Ausbildungsbeschreibung
Die Ausbildungsdauer zum Konstruktionsmechaniker beträgt dreieinhalb Jahre.
Die berufliche Grundausbildung ist im ersten Jahr einheitlich.
Die Zwischenprüfung erfolgt im zweiten Ausbildungsjahr; sie umfasst einen theoretischen sowie einen praktischen Teil. Das Ergebnis dieser Prüfung wird zu 40 Prozent in die Abschlussprüfung mit eingerechnet.
In den darauffolgenden zweieinhalb Jahren erfolgt eine fachspezifische Schwerpunktqualifikation.
Die Abschlussprüfung findet nach dreieinhalb Jahren statt und umfasst ebenfalls einen theoretischen sowie auch einen praktischen Teil.
Der Konstruktionsmechaniker stellt Metallkonstruktionen für den Stahl- und Metallbau wie
- Brücken
- Hallen
- Fahrzeugaufbauten
- Aufzüge
- Kräne
- Schiffbauten

oder ähnliches her.
Zu seinen Aufgaben gehört das Vorfertigen solcher Bauteile durch Drehen, Fräsen mit CNC gesteuerten Maschinen oder teilmechanisch, durch Trennen, wie Sägen oder Brennen mit anschließendem Zusammenbau durch Fügetechniken, wie Schweißen oder Schrauben. Fallweise gehört auch die Montage fertiger Baugruppen zu seiner Tätigkeit.